# Laura García Hernández
Laura García Hernández (Morelos, México, 1973). Feminista investigadora, editora, gestora, curadora y productora de arte intermedia y arte ritual.  Trabaja en el descubrimiento de nuevos territorios de prácticas artísticas y rituales en literatura, música, performance, instalación, video-documental y video-performance focalizado en la esfera pública y acción directa, abordando problemas sociales del género femenino y activismo con mujeres de pueblos originarios, en situación de calle, sexoservidoras y en rehabilitación de adicciones.
Es investigadora y documentadora sobre corporalidad y prácticas rituales con pueblos originarios de América, entre los que destacan los grupos Huicholes, Mexicas (México)Piaroa (Amazonia venezolana), Embera y Huitotos (Colombia),  y Lakotas (E.U.) ampliando su práctica performática en el cruce del ritual con el cuerpo. Actualmente coordina el proyecto “Maquinaría performática”, laboratorio de prácticas intermediales en la Ciudad de México. 
Desde 2010 su video-Performance Intersecciones forma parte del acervo de TV feminista y de la Escuela de Feminismo Libre en Brasil. También representó a México en el Festival Internacional FEMLINK de realizadoras de video, con el video- performance Incendio Garúda y participó en la 2ª Bienal de video-arte en Camagüey, Cuba.
Ha dirigido laboratorios de arte urbano y espacio público en la Ciudad de México fundando grupos como: Hyperión ) 97.11 y Squat de Re-acción directa, además colaboró con el grupo SEMEFO, Zierra Rezzia y Said Dokins, entre otros.
Es autora y editora de libros especializados en problemáticas específicas de arte género y espacio público, así como a la visibilización de mujeres artistas de arte urbano, performance y prácticas intermediales.

## Estudios
Licenciada en Artes Visuales con la tesis: Algunas simbolizaciones en México del cuerpo femenino y sus fluidos en las artes plásticas. Mujeres Asesinadas en Ciudad Juárez, 2006, ENAP, UNAM. Estudió arte intermedia en la Universidad Politécnica de Valencia en 1998 con Bartolomé Ferrando. 
Alumna de Mónica Mayer en performance en Centro Nacional de las artes en 1998. 

## Libros
Autora y editora
- Desbordamientos de una periferia femenina, Editorial Pneuma.[5]
- Trazos de ultratierra. Arte, género y espacio público, Editorial Pneuma.[6]

## Artículos
- "La documentación del hecho efímero como condición del performance actual". Catálogo de ARTEacción, mesas redondas y exposición de fotografías y acciones.[7]

- Reseña del libro: El arte de la Performance. Elementos de creación. Bartolomé Ferrando.[8] Itamar, revista de investigación musical: Territorios para el arte. Presidente Edgar Morin, Rosa Iniesta Masmano, Valencia, España, 2010.

## Catálogos y antologías
Catalogada y antologada por los siguientes curadores, críticos e investigadores de arte intermedia, teoría crítica, feminismo, entre otros:
Catálogo de la muestra de arte y feminismo, Sin centenario ni bicentenario. Revoluciones alternas. 2009, curaduría Karen Cordero, Universidad Iberoamericana 2009.  Texto: Cuerpo vestido: espacio dónde confluyen identidades. De Claudia de la Garza.
Itamar. Revista de investigación musical: Territorios para el arte. Presidente Edgar Morin, Rosa Iniesta Masmano, Valencia, España, 2010.  Reseña: García, Laura. M-D-1, Desbordamientos de una periferia femenina. Mariana Botey.

## Curaduría
Creó con Luis Orozco la Primera Semana Universitaria de Performance, Una semana, una mirada al performance. ENAP, UNAM, México, DF. 1997 y la Tercera Semana Universitaria de Performance Geografía de la acción, Museo Universitario del Chopo, UNAM, México, DF. 1999, dedicada a la producción, difusión, documentación e investigación de prácticas performáticas dentro de la UNAM.
En el 2011 curó la Muestra internacional de arte urbano. Intersticios urbanos, con el investigador, curador y productor Said Dokins, creando una ruta crítica sobre desplazamientos de grafiti hacía prácticas intermediales, focalizada en México su frontera con E.U.  en diálogo con América del Sur y España en el Centro Cultural de España en México. Dicha muestra fue visitada por más 40,000 visitantes de todo el mundo, lo que marco un hito en los ámbitos de arte y cultura en relación con el género y espacio público, contando con la tercera emisión del Seminario de Arte, género y espacio público, coordinado por los curadores Laura García Hernández y Said Dokins.

## Documentales
- "Objetos de supervivencia" 2006. Un documental sobre el movimiento de la huelga en la UNAM durante el periodo 1999-2000, desde una perspectiva de las prácticas visuales y de la performance.
- "Desbordamientos de una periferia femenina"[13] 2007. Entrevistas a 19 creadoras de prácticas de arte, género y espacio público, sus implicaciones y sus conquistas en la vida cotidiana y en el mundo del arte.[14]

## Exposiciones
Individual
- Video-instalación Fractales de una matemática orgánica 1998, Galería 2 y 3 de FAD/ Facultad de Artes y Diseño, UNAM.

## Premios
Premio único en Modas alternativas en el XIII Festival internacional de la Ciudad de México, Modas de juguete, modas tu elección, con el diseño Los Juguetes de mamá 1998.